# Фрэнк, Уолдо
Уолдо Дейвид Фрэнк (англ. Waldo David Frank, 25 августа 1889, Лонг-Бранч, Нью-Джерси — 9 января 1967, Уайт-Плейнс) — американский писатель и журналист, публицист.

## Биография
Из обеспеченной еврейской семьи. Окончил школу в Лозанне, затем — Йельский университет (1911). С 1914 был соредактором литературно-художественного и политического журнала Семь искусств (вышло 12 номеров), с 1925 — главным редактором «левого» журнала The New Republic. Дебютировал как писатель в 1917 романом Нежеланный, в котором заметно влияние психоанализа. C 1925 регулярно публиковался (под псевдонимом) в журнале The New Yorker. Интересовался мистикой, в том числе — восточной, дружил с Гурджиевым, П. Д. Успенским. Другой сферой его интересов был испаноязычный мир, он — автор ряда книг об Испании и Латинской Америке. В 1929 объехал Латинскую Америку с циклом лекций, организатором которого выступил Хосе Карлос Мариатеги. Побывал в СССР, напечатал книгу об этом путешествии (1932). Печатался в аргентинском журнале Sur. Руководил первым конгрессом писателей США (1935), стал первым президентом Лиги американских писателей, близкой к компартии США, однако уже в 1937 г. во главе лиги его сменил сталинист Франклин Фолсом, поскольку Фрэнк высказывал сомнения в виновности подсудимых на показательных процессах в Москве.
Во время визита в Аргентину (1942) назвал правительственный курс профашистским, за что был объявлен persona non grata. Написал книгу о революционной Кубе (1961).

## Книги
- The Unwelcome Man (1917)
- Наша Америка / Our America, эссе (1919)
- The Dark Mother (1920)
- City Block (1922)
- Раав /Rehab (1922)
- Праздник /Holiday (1923)
- Бледное лицо /Chalk Face (1924)
- Virgin Spain: Scenes from the Spiritual Drama of a Great People, эссе (1929, высмеяна в Хемингуэем в книге Смерть после полудня)
- The Rediscovery of America: An Introduction to a philosophy of American Life, эссе (1929)
- South of Us, эссе (1931)
- Dawn in Russia: The Record of a Journey, заметки о путешествии (1932)
- The Death and Birth of David Markand (1934)
- In the American jungle (1937)
- The bridegroom cometh (1939)
- South American Journey, заметки о путешествии (1943)
- The Jew in Our Day (1944)
- Birth of a World: Bolivar in Terms of his Peoples (1951)
- Bridgehead: The Drama of Israel (1957)
- Rediscovery of Man, социологическое эссе (1958)
- The Prophetic Island: A Portrait of Cuba, эссе (1961)
- Memoirs (1973, посмертно)

## Публикации на русском языке
- Смерть и рождение Дэвида Маркэнда/ Пер. Е.Калашниковой. М.: Прогресс, 1981 ([lib.ru/INPROZ/FRENK/markand.txt Текст on line])
- Праздник. Пер.  А.В. Кривцова. М.-Л., "ЗИФ" [1926]/ 135 с.
- Перекресток. Пер. Е.Э. и Г.П. Блок. Л., "Время", 1927.- 135 с.
- Свечи. Пер. А. Кривцова. "30 дней", 1935.№ 8. С.50-57.